# Ischionorox antiqua
Ischionorox antiqua là một loài bọ cánh cứng trong họ Cerambycidae.